# Episodi di The Leftovers - Svaniti nel nulla (prima stagione)
La prima stagione della serie televisiva The Leftovers - Svaniti nel nulla, composta da 10 episodi, è stata trasmessa sul canale statunitense via cavo HBO dal 29 giugno al 7 settembre 2014.
In Italia la stagione è andata in onda in lingua originale sottotitolata in italiano dal 3 luglio 2014, a 72 ore di distanza dalla trasmissione statunitense, sul canale satellitare Sky Atlantic. La versione doppiata è stata trasmessa in prima visione dal 17 luglio al 18 settembre 2014.
Al termine di questa stagione escono dal cast principale Emily Meade, Amanda Warren, Michael Gaston, Charlie Carver, Max Carver e Annie Q. Janel Moloney e Scott Glenn compaiono come guest star.
| nº | Titolo originale           | Titolo italiano    | Prima TV USA     | Prima TV Italia   |
| -- | -------------------------- | ------------------ | ---------------- | ----------------- |
| 1  | Pilot                      | Pilota             | 29 giugno 2014   | 17 luglio 2014    |
| 2  | Penguins One, Us Zero      | Il mistero di Nora | 6 luglio 2014    | 24 luglio 2014    |
| 3  | Two Boats and a Helicopter | Legami di famiglia | 13 luglio 2014   | 24 luglio 2014    |
| 4  | B.J. and the A.C.          | Visioni            | 20 luglio 2014   | 31 luglio 2014    |
| 5  | Gladys                     | Gladys             | 27 luglio 2014   | 7 agosto 2014     |
| 6  | Guest                      | L'ospite           | 3 agosto 2014    | 28 agosto 2014    |
| 7  | Solace for Tired Feet      | Fuga dalla follia  | 10 agosto 2014   | 4 settembre 2014  |
| 8  | Cairo                      | Nessuno è felice   | 17 agosto 2014   | 11 settembre 2014 |
| 9  | The Garveys at Their Best  | Le cose non dette  | 24 agosto 2014   | 18 settembre 2014 |
| 10 | The Prodigal Son Returns   | Tornando a casa    | 7 settembre 2014 | 18 settembre 2014 |

## Pilota
- Titolo originale: Pilot
- Diretto da: Peter Berg
- Scritto da: Damon Lindelof e Tom Perrotta

### Trama
14 ottobre 2011. Improvvisamente svanisce il 2% della popolazione mondiale, uomini, donne, bambini di ogni fede scompaiono senza un'apparente connessione tra loro.
Sono passati tre anni da quando il 2% della popolazione mondiale è scomparso senza lasciare traccia; mentre ci si continua ad interrogare su cosa sia realmente accaduto (si parla di una profezia biblica, il "Rapimento della Chiesa", tesi però contestata da altri visto che gli scomparsi sono di ogni religione e non vi è un nesso comune tra di loro) gli abitanti di Mapleton, cittadina alle porte di New York, si preparano per celebrare l'annuale "Heroes Day" per ricordare i loro cari scomparsi. Ma l'arrivo dei Colpevoli Sopravvissuti, un gruppo di uomini e donne vestiti di bianco dipendenti dal fumo che seguono una rigida regola del silenzio e si appostano fuori le case di alcuni abitanti senza apparente motivo, rischia di far degenerare la manifestazione in una rissa. L'ufficiale di polizia Kevin Garvey cerca di mantenere la calma all'interno della comunità e nel contempo di stare dietro a sua figlia Jill, una ragazza apatica e problematica, e al figlio Tom, che si è unito a una misteriosa setta guidata da Santo Wayne. Nel frattempo, mentre la tensione a Mapleton si fa sempre più palpabile, le vite di Laurie, appartenente ai Colpevoli Sopravvissuti, e Meg, una donna in procinto di sposarsi, si incrociano.
- Durata: 72 minuti
- Guest star: Brad Leland (Deputato Witten), Paterson Joseph (Wayne Gilchrest).
- Ascolti USA: telespettatori 1.767.000[2]
- Curiosità: nell'episodio viene citata la presenza del Papa Benedetto XVI tra i dipartiti, assieme ad altri personaggi famosi quali Jennifer Lopez. La scena della dipartita viene proposta osservando una mamma, in auto, che si accorge della scomparsa del proprio figlio dal seggiolino sul sedile posteriore, mentre sullo sfondo viene proposto un incidente d'auto; nell'episodio Legami di famiglia viene proposta la stessa scena ma dalla prospettiva opposta.

## Il mistero di Nora
- Titolo originale: Penguins One, Us Zero
- Diretto da: Peter Berg
- Scritto da: Damon Lindelof e Kath Lingenfelter

### Trama
I federali dopo aver valutato il continuo andirivieni di politici, anche di rilievo, verso il ranch della setta di Santo Wayne decidono l'intervento. Squadre armate vengono inviate sul posto aprendo il fuoco all'impazzata: è un massacro al quale riescono fortunosamente a fuggire Tom e Christine anche se per farlo il ragazzo è costretto ad uccidere un agente; fuggiti lontano riescono a ricongiungersi con Wayne che si è salvato a propria volta in maniera rocambolesca. Prima di separarsi nuovamente Wayne porge a Tom un telefono in sostituzione del proprio, quando sarà il momento lo chiamerà lì e gli affida la sicurezza di Christine.
A Mapleton intanto Jill e Aimee scoprono che Nora, unica superstite di una famiglia intera di dipartiti, gira armata e temendo un colpo di testa della donna iniziano a seguirla.
Kevin Garvey durante la periodica perquisizione alla sede dei Colpevoli Sopravvissuti trova due nuovi adepti presso la casa della promessa, una è Megan. Informato il fidanzato che ne aveva denunciato la scomparsa, lo sconcertato poliziotto assiste alla rabbia impotente del ragazzo, in attesa da tre anni di un matrimonio evidentemente non voluto dalla fidanzata decide su due piedi di lasciarla al suo destino. Garvey inoltre indaga su Neal, misterioso cacciatore che insegue ed abbatte a colpi di fucile i cani randagi sostenendo che "non sono più i nostri cani".
- Durata: 57 minuti
- Guest star: Scott Glenn (Kevin Garvey Sr.), Paterson Joseph (Wayne Gilchrest), David Turner (Anthony), Victor Williams (Ron Jensen).
- Ascolti USA: telespettatori 1.553.000[3]

## Legami di famiglia
- Titolo originale: Two Boats and a Helicopter
- Diretto da: Keith Gordon
- Scritto da: Damon Lindelof e Jacqueline Hoyt

### Trama
Mentre il reverendo Jamison sta celebrando il culto evangelico di fronte a pochissime persone, uno sconosciuto irrompe nella chiesa picchiandolo brutalmente ed infilandogli in bocca, prima di andarsene, una copia del giornale ove si parla di una farmacista dipartita il 14 ottobre che spacciava droga.
Medicato in ospedale e rifiutatosi di sporgere denuncia il reverendo riprende la sua vita di ricerca atta a dimostrare che non tutti gli scomparsi erano brave persone e che quindi non può trattarsi del biblico rapimento della chiesa.
In questo contesto riceve una chiamata dalla banca: la sua chiesa, già pignorata per debiti, verrà venduta l'indomani ad un fondo speculativo, unica sua speranza è riuscire a racimolare entro la chiusura della banca dell'indomani la stessa cifra più un dollaro.
Disperato si vede rifiutare l'aiuto economico della sorella Nora, alla quale aveva svelato il tradimento del marito dipartito anch'egli quando, nel cuore della notte, intuisce che la salvezza sta in un tesoro nascosto e a sua disposizione che pertanto si precipita a recuperare. Si tratta di ventimila dollari, insufficienti a sanare il debito ma dopo aver scorto in un semaforo un segno trascorre la notte in un casinò riuscendo a vincere tutta la somma necessaria.
Felice per avercela fatta dapprima sfugge a una rapina massacrando di botte il malvivente per la rabbia e recandosi poi in banca ma, durante la strada, si ferma a soccorrere un membro dei Colpevoli Sopravvissuti vittima di un'aggressione finendo anch'egli aggredito e colpito da una pietrata in testa.
Durante l'incoscienza rivive alcuni episodi del passato: rivede se stesso entrare in chiesa come fedele mentre i membri di chiesa presenti, intenti a cantare, sono i futuri Colpevoli Sopravvissuti; successivamente rivive l'incidente d'auto accaduto mentre il mondo viveva la dipartita del 14 ottobre e dove la moglie, gravemente ferita era successivamente entrata in uno stato vegetativo che perdura tuttora.
Risvegliatosi in ospedale lo abbandona precipitosamente recandosi in banca e giungendovi a filiale chiusa; riuscito ad entrare viene informato che, contrariamente a quanto credeva, è rimasto incosciente per almeno tre giorni e che quindi la chiesa è stata venduta.
Recatosi quindi a guardare chi sono i nuovi proprietari scorge con rabbia e sconcerto i Colpevoli Sopravvissuti, nuovi proprietari, intenti a trasformare radicalmente l'edificio secondo il loro credo.
- Durata: 53 minuti
- Guest star: Wayne Duvall (Det. Louis Vitello), Janel Moloney (Mary Jamison).
- Ascolti USA: telespettatori 1.380.000[4]
- Curiosità: Episodio monografico dedicato a Matt Jamison. Viene riproposta, da un diverso angolo di ripresa, la scena della dipartita vista in Pilota, questa volta in prima persona osserviamo l'incidente d'auto con protagonista i Jamison e sullo sfondo la madre che ha visto svanire il bambino sul seggiolino.

## Visioni
- Titolo originale: B.J. and the A.C.
- Diretto da: Lesli Linka Glatter e Carl Franklin
- Scritto da: Damon Lindelof e Elizabeth Peterson

### Trama
Si avvicinano le feste di Natale e in tutta Mapleton vengono sistemati gli addobbi, diversi sono i presepi sistemati, ma in quello principale scompare il bambolotto che ha il ruolo del bambin Gesù.
Il capo della Polizia Garvey, nel suo ufficio, sta parlando con Patti Levin, membro dei Colpevoli Sopravvissuti, alla quale intima di non avvicinarsi alla festa organizzata dalla città in occasione del Natale, in tutta risposta Patti scrive su un foglio "Non esiste più famiglia" e per meglio farsi capire stacca dal muro la fotografia che la ritrae insieme a Laurie poggiandola sulla scrivania del poliziotto ed andandosene subito dopo. Il piano di Garvey però è un altro: certo che con la sua ammonizione i Colpevoli Sopravvissuti avrebbero fatto esattamente il contrario si farà trovare pronto con i propri uomini per arrestare l'intera setta per invasione di proprietà privata. Mentre torna a casa si accorge che il numero telefonico del figlio Tom è stato disattivato e nemmeno la figlia Jill ha notizie su di lui.
Tom si trova in un bar con Christine giochicchiando con il telefono datogli da Santo Wayne ed è sempre più nervoso perché nelle ultime sei settimane non ha ricevuto alcuna chiamata; improvvisamente un uomo entra nel locale ed inizia ad apostrofare la ragazza accusandola di essere sempre nei suoi sogni e di portare la morte dentro di sé aggredendola subito dopo, scoppiata subito una scazzottata con Tom i due vengono divisi e mentre Tom e Christine se ne vanno l'uomo continua ad urlarle dietro di vedere i morti vestiti di bianco, apparente riferimento ai Colpevoli Sopravvissuti.
Mentre Garvey sta preparando l'operazione con i suoi uomini, il sindaco Warburton gli intima di recarsi al centro commerciale e di acquistare un bambolotto identico a quello sottratto nel presepe. Garvey, già poco convinto, dopo esserci andato non acquista nulla ed apre una rapida indagine sui ladri identificandoli nella figlia e in due suoi amici. Tornato a casa trova sulla porta ad attenderlo la moglie Laurie assieme a Megan, quest'ultima può ancora parlare e gli legge una lunga lettera della moglie dove lo ringrazia per aver fatto da padre al figlio Tom, avuto da una precedente relazione, e per esserle stata sempre vicina durante la sua malattia; Kevin, intuito l'epilogo, strappa di mano a Laurie la busta gialla che porta con sé trovandovi dentro un'istanza di divorzio. Questo gli causa una crisi di rabbia che viene interrotta solo dall'arrivo della figlia Jill che, ignorata inizialmente la madre, le consegna il suo regalo. Cacciate da Garvey, durante il ritorno Laurie apre il pacchetto trovandovi un accendino con incisa la frase "non dimenticarmi"; nonostante la promessa del silenzio da parte di Megan, Laurie getta l'accendino in un tombino.
Tom e Christine si recano all'ospedale, la ragazza attende un figlio da Santo Wayne e presentando sulla pancia un grosso livido deve essere visitata. Il personale medico, insospettito dal livido e dalle ferite sulla mano di Tom, chiama la polizia non credendo alla sua storia. Tom quindi fugge precipitosamente lasciando lì Christine. Finisce ad una fermata d'autobus seduto fissando il telefono sperando in una chiamata di Wayne. Improvvisamente il telefono suona ma non è lui, è una pubblicità che il ragazzo però interpreta come la volontà di Wayne; si disegna sulla fronte un bersaglio ed abbandona le scarpe per camminare d'ora in avanti a piedi nudi.
L'indomani Garvey trova sulla porta di casa il bambolotto rubato e riportato dagli amici di Jill che già in precedenza aveva bruscamente ammonito dato che erano stati ripresi da una telecamera di sicurezza durante il furto; così può portarlo alla festa della città esibendolo alla gente che accoglie la notizia senza alcun applauso. Come previsto durante la festa appaiono i Colpevoli Sopravvissuti che però non entrano nell'edificio; nonostante questo Garvey decide lo stesso la retata ma si accorge subito che mancano molti membri della setta e che Patti sta ridendo dell'operazione, infatti gli altri sono entrati nelle case dei parenti di tutti i dipartiti per sottrarre le foto dei cari scomparsi lasciandovi le cornici vuote. Laura torna alla sede a piedi, per recuperare di nascosto l'accendino gettato nel tombino. Andato al presepe per risistemare il bambolotto, Garvey sorprende il reverendo Jamison che sta sistemando una statua di Gesù Bambino decisamente più veritiera; allontanatisi entrambi Kevin attende di essere nel bosco e getta il bambolotto dal finestrino.
Tom ritorna all'ospedale a prendere Christine, prima di andare le disegna il bersaglio sulla fronte e le fa togliere le scarpe. L'autobus su cui salgono all'improvviso frena bruscamente: un camion ha perso un container che, aprendosi, ha disseminato il carico lungo la strada: sono cadaveri, tutti avvolti in sudari bianchi ed identificati da un codice a barre. Mentre osservano Christine gli grida "i morti vestiti di bianco, come nel sogno".
- Durata: 51 minuti
- Ascolti USA: telespettatori 1.621.000[5]

## Gladys
- Titolo originale: Gladys
- Diretto da: Mimi Leder
- Scritto da: Damon Lindelof e Tom Perrotta

### Trama
La comunità di Mapleton viene sconvolta da un efferato omicidio: Gladys, un membro dei colpevoli sopravvissuti, è stata assassinata in una sorta di omicidio rituale (la donna è stata lapidata a morte). Le indagini sul caso appaiono subito difficili: da un lato c'è la parziale collaborazione della setta e dall'altro l'aperta ostilità della popolazione nei loro confronti. Laurie, dopo l'omicidio, inizia a manifestare segni di cedimento inducendo Patti a portarla fuori da Mapleton per capirne la sua lealtà. Il reverendo Jamison, sentito da Garvey quale sospettato, dimostra di sapere più di quello che dovrebbe su di loro basandosi sull'interpretazione delle scritture e Megan ne entra a pieno titolo vestendo di bianco anch'ella e cessando di parlare.
A conclusione di tutto giunge a Garvey dai federali (incautamente allertati da un suo agente) un'offerta drammatica: una sua richiesta e verranno inviate sul posto squadre armate per togliere di mezzo la setta una volta per tutte, offerta rifiutata dallo sconcertato poliziotto ma osserviamo alla fine come questa sia la prassi in giro per l'America vedendo un gigantesco obitorio pieno di cadaveri rigorosamente catalogati e destinati al forno crematorio; tra questi anche il corpo della donna lapidata a Mapleton che viene cremato per primo.
- Durata: 56 minuti
- Guest star: Wayne Duvall (Det. Louis Vitello), Marceline Hugot (Gladys).
- Ascolti USA: telespettatori 1.588.000[6]

## L'ospite
- Titolo originale: Guest
- Diretto da: Carl Franklin
- Scritto da: Damon Lindelof e Kath Lingenfelter

### Trama
Dopo la dipartita di tutta la sua famiglia Nora Durst non è più la stessa persona, nel fare la spesa ripete meccanicamente gli acquisti che faceva quando la sua famiglia era presente sostituendo i prodotti scaduti per i bambini con quelli appena acquistati e la sua casa è stata lasciata così come appariva al momento della dipartita, ogni giorno inoltre si reca con la macchina ad osservare la maestra d'asilo dei figli, già amante del marito, ostentando la sua presenza in modo da far crescere la tensione della ragazza. Ha anche un pericoloso hobby, assolda prostitute dalle quali si fa sparare addosso mentre indossa un giubbotto antiproiettile.
Nora si occupa di compilare alcuni questionari per il dipartimento dei dipartiti in base ai quali viene assegnato ai familiari un risarcimento ed in questa veste deve partecipare ad un congresso a New York ma prima divorzia dal marito dipartito. Giunta a New York, in fase di accredito congressuale non trovando il proprio badge gliene viene assegnato uno come "guest" (ospite). È l'inizio di una catena di equivoci: prima partecipa con altri convenuti ad un festino dentro l'albergo e poi viene cacciata in malo modo ed in piena notte accusata di aver danneggiato le strutture dell'hotel. Tuttavia, non rassegnata, dopo aver falsificato un badge riesce a rientrare ma viene scoperta subito dalla sicurezza ed accompagnata dal direttore riuscendo, anche se a fatica, a convincerlo della presenza di un impostore con il suo nome. L'impostore viene scoperto al tavolo del convegno e viene accompagnata fuori mentre urla sull'inutilità dei questionari destinati in realtà al macero.
Riaccolta con tutte le scuse del caso Nora si intrattiene al bar finendo per scontrarsi con l'autore di un best seller ma venendo notata per questo da un assistente di Santo Wayne che ora esercita di nascosto a New York.
Portata dal guru la ragazza inizialmente tentenna ma poi Wayne le rivela che quella sarà l'unica occasione che avrà sentendo vicina la propria morte, quindi accetta il trattamento.
Tornata a Mapleton ora Nora è una persona diversa, l'abbraccio con Santo Wayne l'ha liberata dai sensi di colpa e dai tormenti e quindi non va più ad osservare l'amante del marito, fa la spesa per se stessa e la casa è stata ripulita da tutti i ricordi. Anche il suo viso è sereno lasciando intuire una prossima storia d'amore con Garvey che, a propria volta, ha divorziato.
- Durata: 52 minuti
- Guest star: Paterson Joseph (Wayne Gilchrest), Sebastian Arcelus (Doug Durst)[7], Billy Magnussen (Marcus), Tom Noonan (Casper).
- Ascolti USA: telespettatori 1.468.000[8]
- Curiosità: Episodio monografico dedicato a Nora Durst.

## Fuga dalla follia
- Titolo originale: Solace for Tired Feet
- Diretto da: Mimi Leder
- Scritto da: Damon Lindelof e Jacqueline Hoyt

### Trama
Jill, insieme ai suoi amici, si ritrova in una foresta per gareggiare su chi avrebbe resistito di più all'interno di un vecchio frigorifero, il quale, secondo una leggenda metropolitana, sarebbe stato il luogo in cui uno dei tanti scomparsi del 14 ottobre avrebbe risieduto prima di svanire nel nulla. Accolta la sfida, la ragazza rimane all'interno del malandato elettrodomestico per quasi un'ora, battendo il record stabilito. Mentre i ragazzi cercano di tirarla fuori, la maniglia del portello si stacca, e la giovane rimane intrappolata. Ormai senza più ossigeno e nel panico, Jill inizia a perdere i sensi, finché i ragazzi non vengono aiutati da uno strano anziano, in realtà poi riconosciuto dalla giovane come suo nonno, il quale pregherà la nipote di non dire a suo padre dove fosse per poi svanire fra la boscaglia. Kevin, tornato a casa, scopre dalla figlia che il padre è fuggito dall'ospedale psichiatrico nel quale risiedeva. Parte dunque una caccia all'uomo da parte di tutto il dipartimento di polizia, con l'ordine di catturare il fuggitivo senza ricorrere alla violenza. Il nonno, tuttavia, tornerà a casa e lì troverà la nipote con il quale avrà una discussione sulle voci che sente nella sua testa. Kevin, tornato a casa, ammanetta il padre e si appresta a riportarlo all'ospedale, ma per via di una manifestazione dei Colpevoli Sopravvissuti, che protestano silenziosamente per l'apparizione nei muri della città di alcuni manifesti dedicati alla compianta Gladys (opera del reverendo Jamison e del suo staff) riportanti la frase "Save Them" (salvateli), il padre riesce a fuggire. Durante l'inseguimento, il poliziotto spintonerà involontariamente Patti e l'ex moglie e, al suo ritorno in macchina non le degnerà nemmeno di uno sguardo.
Intanto Tommy inizia ad avere dei sospetti verso Wayne e le sue capacità, e con le condizioni di Christine che si aggravano sempre di più, è ormai deciso ad andare a parlare con il "Santo" di persona. Ricevuta una chiamata da Wayne che gli ordina di lasciare una parte del denaro sotto una cassetta postale senza altre spiegazioni Tommy esegue però appostatosi e riuscendo così a vedere e a seguire colui che prende il pacco facendo quindi capolino in una casa, abitata da un giovane straniero, il quale alla sua domanda su dove fosse Wayne chiude la porta. Il giovane Gravey decide dunque di sfondarla e al suo interno vi trova un'altra ragazza asiatica, sempre incinta di Wayne, di nome Liane. In realtà anche l'altro giovane è stato incaricato di proteggere la ragazza per conto del profeta. Tuttavia, quando Tommy fa sapere ai due che in realtà non ci sono solo loro e la propria situazione è identica, Liane sconvolta, prende la pistola e cerca di uccidere il giovane, per poi scoppiare in lacrime sostenendo che Wayne gli aveva assicurato che il bambino che aveva in grembo era il vero prescelto.
A Mapleton intanto, arriva una segnalazione da parte di un agente alla stazione, la quale afferma di aver visto il padre di Kevin vandalizzare la biblioteca. Il capo della polizia, intuito che il reverendo sta nascondendo suo padre, riesce a ritrovarlo in una tavola calda della zona. Il genitore assicura al figlio che in realtà le voci nella sua testa gli rivelano il futuro, e prega il figlio di aiutarlo, poiché solo lui ha la forza e i poteri richiesti consegnandoli una copia del National Geographic risalente al maggio 1972 ed asserendone la sua importanza. Kevin tuttavia rifiuta, affermando che come capo della polizia e come padre ha degli impegni, ma il vecchio, furioso per questa risposta, affermerà di essere molto deluso da lui, poiché antepone il bene suo a quello degli altri, e si congeda dandogli un pugno in pieno volto, prima di essere ammanettato e scortato fuori dal locale da un gruppo di poliziotti.
Tommy riceve un'altra chiamata da Wayne ma oramai è disilluso, ha capito con chi ha a che fare e, in un impeto d'ira, spacca il telefono contro un muro dirigendosi subito dopo verso casa; non avrà bisogno di rivelare la verità a Christine, in sua assenza la ragazza ha partorito da sola ma il figlio non può essere il prescelto perché è una bambina.
- Durata: 58 minuti
- Guest star: Scott Glenn (Kevin Garvey Sr.), Wayne Duvall (Det. Louis Vitello), Paterson Joseph (Wayne Gilchrest), Janel Moloney (Mary Jamison).
- Ascolti USA: telespettatori 1.580.000[9]
- Curiosità: La copia del National Geographic del maggio 1972 è effettivamente quella mostrata nel film (la copertina è dedicata ai 100 anni dall'apertura del parco di Yellowstone), al suo interno è possibile reperire alcuni elementi nascosti ma ricorrenti nella serie.[10]

## Nessuno è felice
- Titolo originale: Cairo
- Diretto da: Michelle MacLaren
- Scritto da: Curtis Gwinn e Carlito Rodriguez

### Trama
La relazione fra Nora e Kevin procede, ma durante una cena a casa di quest'ultimo, la giovane Jill genera tensioni ricordando che Nora portava con sé una pistola nella borsa, pistola che comunque Jill non trova. Dopo cena, Kevin, invitato da Nora ad evitare discussioni con la figlia, va a dormire ma si risveglia in macchina con Dean, il misterioso killer dei cani, che lo conduce in una desolata casa in mezzo alla foresta, nel quale al suo interno vi è Patti, legata ed imbavagliata ad una sedia, con una chiara ferita al cranio. Il poliziotto esce sconvolto dal rifugio e chiede spiegazioni all'uomo misterioso, il quale con aria sorpresa gli rivela che l'idea di imprigionarla era stata propria di Kevin dopo averla aggredita in strada la notte stessa e che in realtà si trovano a Cairo, New York, una località dove Garvey passava l'estate da ragazzo. Ritornato nell'abitazione, avendo sentito qualcosa cadere, trova Patti a terra la quale aveva tentato di liberarsi dalla sedia, ma senza successo. Dopo averla aiutata a rialzarsi, il capitano cerca in tutti modi di scusarsi, ma la donna non vuole sentire alcuna ragione, e afferma che se l'avesse lasciata andare, lei avrebbe raccontato tutto alla polizia in modo tale da mandarlo in rovina. Kevin viene nuovamente portato fuori dall'abitazione dal killer dei cani, il quale è completamente furioso del fatto che il poliziotto stia cercando di patteggiare con Levin, e chiede di poter "finire il lavoro" al posto suo.
Intanto a Mapleton, durante una protesta dei Colpevoli Sopravvissuti, il reverendo Jamison, che dopo aver cercato invano il dialogo con la setta ha cambiato bersaglio ed ora le sue pubblicazioni riguardano i suoi membri, distribuisce volantini incriminanti sulla madre scomparsa di Megan, generando la furia dell'ultima, che si scaglia con violenza aggredendo il pastore e inveendo verso di lui fra lo sgomento dei confratelli e di Laurie. Ricondotta alla casa dalla stessa Laurie, Megan ancora sconvolta, ribadisce che ciò che ha fatto l'ha fatto solo per dimostrare che in realtà lei non è una debole e che è pronta a difendersi dagli aggressori. Laurie dopo averle ribadito che i C.S. non fanno uso della violenza, la invita ad aspettare Patti ma è comunque evidente che Megan sta manifestando segni di cedimento violando ripetutamente la regola del silenzio.
Nel frattempo Kevin e Dean finiscono a botte quando il poliziotto capisce che l'altro sta cercando di uccidere Patti, si precipita in casa per salvarla riuscendoci all'ultimo momento. Rimasto solo con lei durante la notte, Patti inizia a rivelargli alcuni particolari enigmatici relativamente ai colpevoli sopravvissuti, al perché la sua ex-moglie vi sia entrata e che tutto ciò che è accaduto sia a lei che a Gladys erano in realtà un piano ideato dalla stessa comunità fin dal principio, e che presto anche lei sarebbe morta per essere ricordata come martire di coloro che volevano dimenticare. Alla sua richiesta di essere uccisa, Kevin risponde di non voler far parte del suo piano, e che preferisce di gran lunga perdere il lavoro che diventare una sporca pedina. Tuttavia la donna, dopo essere stata liberata, afferra un coccio di vetro e con esso si recide la gola, morendo fra le braccia dello sbigottito poliziotto.
Jill nel frattempo, insieme agli amici, è entrata in casa di Nora e dopo un'intuitiva ricerca riesce a trovare la pistola che ora la donna non porta più con sé. Tornata a casa assiste alla partenza di Aimee che ha deciso di andarsene dopo che la ragazza l'ha accusata di essere andata a letto con il padre. Prima di andarsene a sua volta recide la corda del cane lasciato dall'uomo misterioso ridandogli la libertà.
Intanto nell'abitazione dei colpevoli sopravvissuti, dopo aver ricevuto un misterioso carico sistemato all'interno della ex-chiesa dove già in precedenza Patti aveva composto tutta una serie di abiti, come da piano Laurie ne prende il posto al comando della confraternita, e proprio mentre sistema la scrivania della sua ex superiora, alla porta bussa la figlia Jill, e, fra gli occhi sconvolti di Megan e di Laurie, la giovane chiede di poter restare.
- Durata: 57 minuti
- Guest star: Janel Moloney (Mary Jamison).
- Ascolti USA: telespettatori 1.636.000[11]

## Le cose non dette
- Titolo originale: The Garveys at Their Best
- Diretto da: Daniel Sackheim
- Scritto da: Kath Lingenfelter e Damon Lindelof

### Trama
In un lungo flashback vediamo la comunità di Mapleton, e la famiglia Garvey in particolare, prima degli eventi del 14 ottobre.
Il premio "persona dell'anno di Mapleton" viene conferito a Kevin Garvey Sr., padre di Kevin e capo della Polizia.
L'agente Kevin Garvey è, almeno in apparenza, felicemente sposato con Laurie. Entrambi vivono con il figlio di lei Tom e la loro figlia Jill in una villa da sogno.
Laurie è una affermata psichiatra e tra i suoi pazienti c'è Patti Levin che, durante una seduta, le rivela di percepire l'imminenza di un evento apocalittico.
Tom, figlio di Laurie ma adottato da Kevin, dopo essere stato arrestato perché ubriaco (si è presentato nuovamente a casa di Michael, padre biologico, finendo percosso dall'uomo) viene consegnato a Kevin che, capito l'accaduto, si presenta a casa di Michael picchiandolo e minacciandolo se solo avesse ulteriormente fatto del male a Tom.
Dal canto proprio Jill prepara un lavoro da esporre ad una fiera della scienza prevista di lì a pochissimi giorni.
Nora, ancora ignara del tradimento del marito, trascorre il suo tempo pensando alla famiglia e cercando un lavoro presso il consigliere Warburton, candidato sindaco con scarse speranze di vittoria, ma assunta su indicazione di Kevin Garvey Sr. per la sua sincerità.
Eventi del 14 ottobre:
Kevin, durante il servizio, insegue un cervo che sta creando caos in città e che in precedenza ha fatto irruzione all'interno dell'asilo cittadino. Dopo averlo rintracciato in una casa e deciso a narcotizzarlo, l'animale riesce a fuggire ma viene investito da un'auto in transito a bordo della quale è presente una donna molto attraente che in seguito invita il poliziotto nella propria camera d'albergo. Mentre stanno consumando un rapporto sessuale la donna improvvisamente scompare lasciando l'uomo sconcertato.
A casa Durst Nora, nervosa per il caos che stanno facendo i bambini e l'indifferenza del marito impegnato con il proprio smartphone, si accorge che tutta la sua famiglia è improvvisamente scomparsa.
Jill e Tommy sono alla fiera della scienza e stanno formando un cerchio per un esperimento quando un bambino, all'interno del cerchio, scompare.
Laurie è incinta e sta facendo un'ecografia ma, improvvisamente, il feto scompare.
Tutti i componenti della famiglia Garvey quindi hanno vissuto direttamente l'evento della dipartita.
- Durata: 56 minuti
- Guest star: Scott Glenn (Kevin Garvey Sr.), Wayne Duvall (Det. Louis Vitello), Janel Moloney (Mary Jamison), Sebastian Arcelus (Doug Durst), Marceline Hugot (Gladys).
- Ascolti USA: telespettatori 1.851.000[12]
- Curiosità: Episodio in flashback dedicato alla famiglia Garvey ed alla comunità di Mapleton prima della dipartita. Unico episodio della stagione ove non compaiono i colpevoli sopravvissuti (compaiono però Laurie, Patti e Gladys prima di diventarlo). Scopriamo che il reverendo Jamison è affetto sin da bambino da una malattia che si ripresenta ogni due anni, dopo aver completato la visita entrerà per l'ecografia Laurie e durante il ritorno si verificherà l'evento narrato in 'Two Boats and a Helicopter' ove la moglie Mary, a causa dell'incidente accaduto in simultanea alla dipartita, entrerà in uno stato vegetativo.

## Tornando a casa
- Titolo originale: The Prodigal Son Returns
- Diretto da: Mimi Leder
- Scritto da: Damon Lindelof e Tom Perrotta

### Trama
Kevin, sconvolto per la morte di Patti cerca l'aiuto del reverendo Jamison, insieme seppelliscono la donna nella foresta di Cairo mentre lo stesso Kevin recita, tra le lacrime, l'elogio funebre. Nel frattempo i Colpevoli Sopravvissuti mettono in azione il loro piano, il misterioso carico giunto nella chiesa altro non è che una riproduzione di ogni singolo abitante di Mapleton dipartito, e nella notte sistemano i manichini in ogni casa al posto degli scomparsi. L'azione della setta provoca un violento tumulto dove la popolazione prima distrugge i manichini in un gigantesco rogo e poi tenta di farsi giustizia sommaria nei confronti degli adepti.
Christine, dopo aver parlato a lungo con Tommy, lo abbandona ed abbandona nel bagno di un bar anche la bambina. L'evento spinge il ragazzo a tornare a casa.
Kevin, nel frattempo, durante il viaggio di ritorno si addormenta e finisce preda di un incubo ove si vede rinchiuso in un ospedale psichiatrico insieme al padre e sentendo, anch'egli, le voci salvo scoprire che si materializzano sotto forma di Patti Levin che gli ordina di svegliarsi. Svegliatosi di soprassalto si ferma con Jamison in apparenza nello stesso locale ove si erano fermate giorni prima Pattie e Laurie e dove, Jamison, gli chiede di raccontare cosa Patti gli abbia tramandato prima di morire. Recatosi un momento in bagno vi trova Santo Wayne che, ferito a morte, gli offre l'opportunità di esaudire un desiderio. Ritornato a Mapleton Kevin trova la città in rivolta contro i Colpevoli Sopravvissuti, un gruppo di cittadini ha perfino dato fuoco alle abitazioni dei fumatori in bianco, e proprio davanti a una di queste abitazioni Kevin ferma un cittadino che infierisce su Laurie che vedendo il marito grida Jill indicando la casa in fiamme. Kevin sconvolto si precipita nella casa in fiamme alla ricerca della figlia e riesce a salvarla dopo una ricerca disperata.
Nel frattempo Nora straziata dal ritrovamento dei propri familiari/fantocci nella cucina di casa, scrive una lettera di addio rivolta a Kevin, sembra che la donna voglia suicidarsi per raggiungere i familiari, ma confessa di non averne il coraggio e scrive di voler solo andare in un posto lontano dove nessuno sappia quel che le è capitato, ma quando va a casa dei Garvey per lasciare la sua lettera, trova nella veranda la piccola di Christine e Wayne e la prende in braccio proprio mentre Kevin rientra a casa stremato mano nella mano con Jill. Nel frattempo Tommy ha trovato Laurie e si ricongiungono in un abbraccio.
- Durata: 54 minuti
- Guest star: Scott Glenn (Kevin Garvey Sr.), Frank Harts (Dennis Luckey), Paterson Joseph (Wayne Gilchrest).
- Ascolti USA: telespettatori 1.531.000[13]
- Curiosità: Viene riproposta, da una diversa prospettiva, la stessa scena vista in "Gladys", recitata però da Jamison, che mangia e parla (come faceva Patti) e da Garvey, che è silenzioso e tocca appena cibo (come faceva Laurie).